# Richthofen

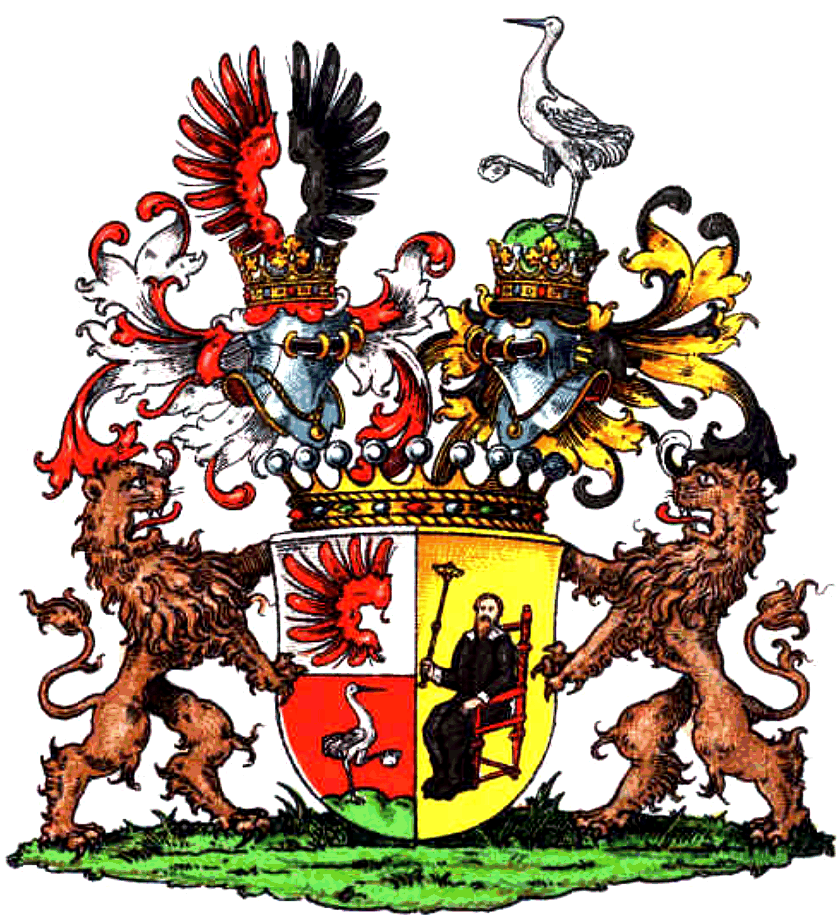
Suzane von Richthofen, famosa por haber planeado el asesinato de sus padres.

Richthofen, es el apellido de una prominente familia polaco-alemana. Descendientes de Leopoldo I, Príncipe de Anhalt-Dessau, entre sus miembros más famosos resalta el piloto Manfred von Richthofen, más conocido como el "Barón Rojo".
Manfred von Richthofen (1892-1918) fue el piloto de caza más efectivo de la I Guerra Mundial, con ochenta victorias en su haber antes de morir durante el combate.
El hermano menor de Manfred, Lothar von Richthofen (1894-1922), también fue un As, con 40 victorias. Él sirvió junto con su hermano en el Escuadrón Alemán 11. Lothar murió en un accidente aéreo en 1922. 
Ambos aviadores fueron primos lejanos del Mariscal de Campo alemán de la II Guerra Mundial Wolfram von Richthofen (1895-1945), quien murió mientras estaba en cautiverio de los estadounidenses.
Frieda von Richthofen (1879-1956), conocida como Frieda Lawrence por su matrimonio con el escritor D. H. Lawrence (1885-1930) con quien se casó en julio de 1914, tras separarse del filólogo británico Ernest Weekley, con quien tuvo tres hijos. Aunque el último ancestro común de Frieda con el Barón Rojo se remontaba a 1661, esta relación bastó para que Lawrence y su esposa fueran expulsados de Cornualles en 1917, durante la Primera Guerra Mundial, acusados de espionaje.
El Barón Dr. Hermann von Richthofen fue embajador alemán en el Reino Unido desde 1989 hasta 1993, y es sobrino nieto del Barón Rojo.
Un sobrino nieto del Barón Rojo, Manfred Albert von Richthofen, fue asesinado junto con su esposa Marisia en su casa en São Paulo, Brasil, el 31 de octubre de 2002. El caso Richthofen atrajo la atención de los medios brasileños cuando se llevó a juicio a la hija de las víctimas, Suzane von Richthofen, a su exnovio y al hermano de este último. El 22 de julio de 2006, los tres acusados recibieron sentencias superiores a los 38 años de prisión.
El tío del Barón Rojo, Barón Walter von Richthofen fue un nativo de Silesia que emigró a los Estados Unidos en 1877, luego de la Guerra Franco-Prusiana. Fundó la Cámara de Comercio de Denver. Su mansión, el Castillo Richthofen, fue una de las más lujosas mansiones del oeste norteamericano. Fue construida entre 1883 y 1887, modelada según el original Castillo von Richthofen en Alemania.
Otros miembros de la familia famosos son:
- Ferdinand von Richthofen (1833-1905), geógrafo y científico (tío también del Barón Rojo).
- Else von Richthofen (1874-1973), feminista (hermana de Frieda von Richthofen).
- Bolko von Richthofen (1899-1983), arqueólogo.
- Hermann von Richthofen (nacido en 1933), diplomático (sobrino nieto del Barón Rojo).